# USCA Foot
El USCA Foot es un equipo de fútbol de Madagascar que milita en la Liga de Fútbol de Antananarivo, la segunda liga de fútbol más importante del país.

## Historia
Fue fundado en la capital Antananarivo y han sido campeones del Campeonato malgache de fútbol, el torneo de fútbol más importante de Madagascar en el 2005, así como una copa en esa misma temporada, sin duda, la mejor temporada del club en toda su historia. Luego de eso, no juegan en la máxima categoría desde la temporada 2007, última a la que pudieron acceder.
A nivel internacional han participado en 4 torneos continentales, en donde su mejor participación ha sido en la Recopa Africana 2002, en la cual fueron eliminados en los cuartos de final por el USM Alger de Argelia.

## Palmarés
- Campeonato malgache de fútbol: 1

2005
- Copa de Madagascar: 1

2005

## Participación en competiciones de la CAF
| Temporada | Torneo                       | Ronda            | Club                 | Casa  | Visita | Global  |
| --------- | ---------------------------- | ---------------- | -------------------- | ----- | ------ | ------- |
| 2002      | Recopa Africana              | 1                | Kaiser Chiefs        | w.o.1 | 0-4    | 0-4     |
| 2002      | Recopa Africana              | 2                | SS Jeanne d'Arc      | w.o.2 | 1-3    | 1-3     |
| 2002      | Recopa Africana              | Cuartos de final | USM Alger            | 1-3   | 2-8    | 3-11    |
| 2005      | Copa Confederación de la CAF | 1                | Tanzania Prisons     | 4-1   | 0-1    | 4-2     |
| 2005      | Copa Confederación de la CAF | 2                | Al-Merreikh Omdurmán | 3-1   | 0-3    | 3-4     |
| 2006      | Liga de Campeones de la CAF  | Preliminar       | AS Excelsior         | 2-0   | 1-3    | 3-3 (a) |
| 2006      | Liga de Campeones de la CAF  | 1                | Mamelodi Sundowns    | 1-1   | 2-2    | 3-3 (a) |
| 2006      | Liga de Campeones de la CAF  | 2                | Asante Kotoko FC     | 1-0   | 0-6    | 1-6     |
| 2006      | Copa Confederación de la CAF | Play-off         | Interclube           | 0-0   | 0-1    | 0-1     |

1- El Kaiser Chiefs abandonó el torneo.

2- El Jeanne d'Arc fue descalificado.